# Expéditions des Rus' en mer Caspienne

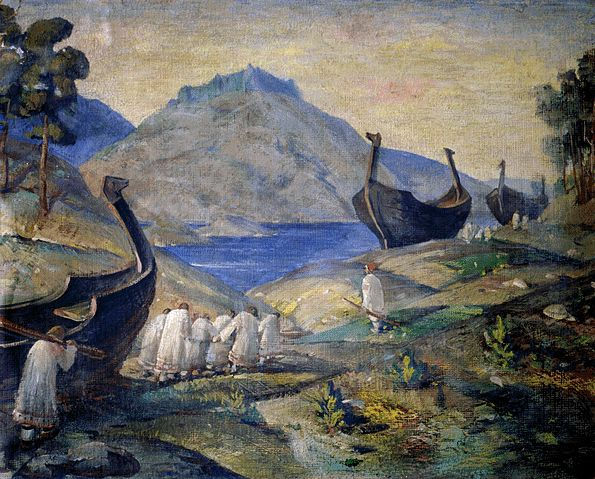
Portage effectué par les Rus’ à Gardariki, par Nicholas Roerich (1874-1947).

On entend par expéditions des Rus’ en mer Caspienne une série de raids entrepris par les Rus’ entre 864 et 1041 le long des rives de la mer Caspienne. Au cours du IXe siècle, les Rus’ se rendirent au Serkland (« pays des Sarrasins ») comme commerçants alors qu’ils descendaient la route commerciale de la Volga pour y vendre fourrures, miel et esclaves. Ces voyages commerciaux se transformèrent en mini-raids à la fin du IXe et au début du Xe siècle. La première expédition d’envergure eut lieu en 913. Arrivés sur 500 bateaux, les Rus’ pillèrent Gorgan, dans l’Iran d’aujourd’hui, ainsi que les régions avoisinantes, s’emparant de butin et d’esclaves. À leur retour, les pillards furent surpris par les musulmans khazars du delta de la Volga et massacrés. Ceux qui survécurent furent tués par des tribus locales .
Au cours de l’expédition suivante, en 943, les Rus’ capturèrent Bardha’a, la capitale d’Arran de nos jours en république d’Azerbaïdjan. Ils y demeurèrent plusieurs mois, massacrant les habitants de la ville et se livrant à un pillage systématique. Seule l’apparition d’une épidémie de dysenterie parmi eux les força à partir avec leur butin. Vingt ans plus tard, une expédition commandée par Sviatoslav, prince de Kiev, devait marquer la destruction de l’empire khazar en 965, établir la suprématie Rus’ sur les voies commerciales nord-sud et, à terme, modifier l’équilibre démographique de la région. Les expéditions continuèrent de façon sporadique ; la dernière eut lieu en 1041 sous le commandement d’Ingvar-le-grand-voyageur, dans le but de rétablir la route commerciale vers la mer Caspienne.

## Les premiers raids

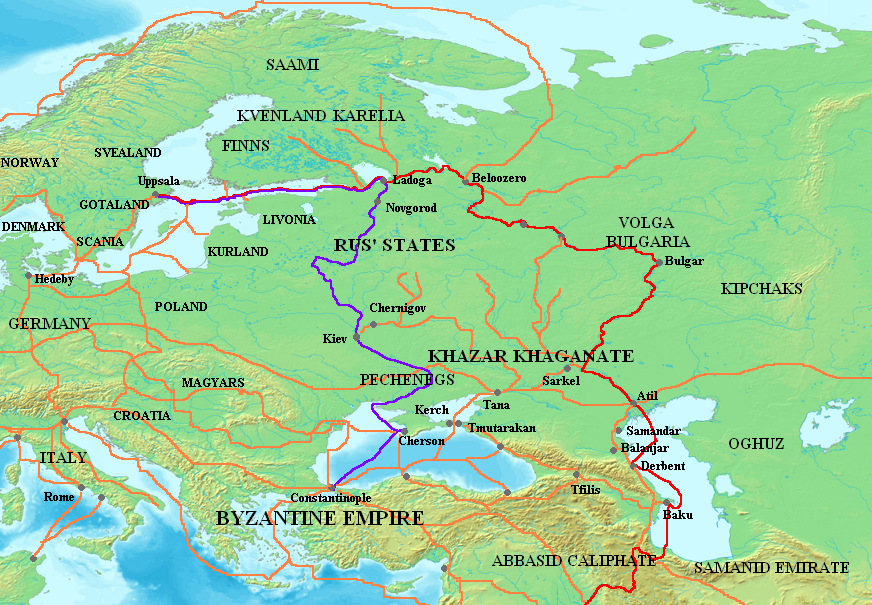
Carte montrant les principales routes commerciales varègues: la route de la Volga (en rouge) et la « route des Varègues aux Grecs » (en violet). Les autres routes utilisées du au XIe siècle sont en orange.

Les premiers contacts entre les Rus’ et les habitants des rives de la mer Caspienne furent pacifiques et de nature commerciale. Au début du IXe siècle, des Varègues s’établirent dans le nord-ouest de la Russie où ils fondèrent un poste de traite appelé Aldeigja (en slavon : Ladoga), environ 9,7 km au sud de l’endroit où la rivière Volkhov se jette dans le lac Ladoga. De là ils établirent des relations commerciales avec l’empire byzantin par la route du Dniepr et avec les régions musulmanes entourant la mer Caspienne le long de la route commerciale de la Volga. Vers la fin du IXe siècle, ibn Khordadbeh décrivit les Rus’ achetant des marchandises des Khazars dans les marchés de la haute Volga et les revendant aux marchés des villes de la mer Caspienne. Ils apportaient aussi avec eux des fourrures, du miel et des esclaves. De petits groupes de Rus’ se rendirent même à Bagdad à dos de chameaux pour y vendre leurs biens en utilisant des esclaves européens comme interprètes.
Thomas Schaub Noonan a avancé que les Rus’ atteignirent Bagdad dès 800 ; cette hypothèse s’appuie sur le fait que l’on a trouvé nombre de dirham sassanides, arabes et arabo-sassanides datant au plus de 804-805 à Peterhof, près de Saint-Pétersbourg. Dans le récit d’ibn Kordadbeh, les Rus’ sont décrits comme appartenant à « une sorte de Saqaliba », terme généralement utilisé pour décrire les Slaves. Les chercheurs anti-normanistes ont interprété ce passage comme signifiant que les Rus’ étaient des Slaves plutôt que des Scandinaves. Selon les tenants de l’école normanistes, le mot Saqaliba était fréquemment utilisé pour décrire toutes les populations blondes au teint pâle d’Europe centrale, orientale et du nord-est de l’Europe de telle sorte que l’expression employée par ibn Khordadbeh serait pour le moins ambiguë.
La première expédition des Rus’ en mer Caspienne eut lieu sous le règne de Hasan ibn Zaid, souverain du Tabaristan entre 864 et 884. S’aventurant en mer Caspienne, les Rus’ attaquèrent sans succès Abaskun. Ce fut probablement une expédition de peu d’ampleur. La deuxième eut lieu en 909 ou 910 et visait encore une fois Abaskun. Tout comme la première fois, il s’agissait d’une expédition mineure à laquelle participèrent seulement seize navires. La troisième expédition de ce genre eut lieu en 911 ou 912.

## L’expédition de 913

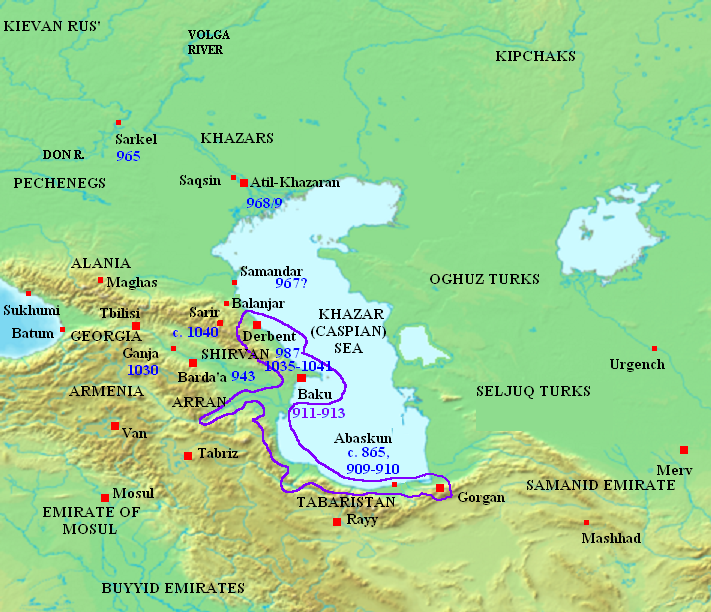
Carte montrant l’emplacement des principales expéditions le long des rives de la mer Caspienne, du milieu du IXe siècle au milieu du XIe siècle. Les dates en bleu indiquent les raids les plus importants ; le trait en violet, la route suivie par l’expédition de 913. Le nom des emplacements reflète la situation vers 950.

La première expédition d’envergure eut lieu en 913. Voyageant à travers le pays des Khazars, une flotte de 500 navires atteignit les rives méridionales de la mer Caspienne. Pour s’assurer d’un passage sans encombre, les Rus’ avaient promis la moitié de leur butin aux Khazars. Ils descendirent le Dniepr jusqu’à la mer Noire, puis ayant traversé la mer d’Azov, ils remontèrent le Don. Passée la cité de Sarkel, une série de portages leur permirent d’atteindre la Volga qui les conduisit à la mer Caspienne.
Les Rus’ passèrent à l'attaque dans la région de Gorgan aux environs d’Abaskun, pillant la région côtière sur leur passage. Les habitants tentèrent, mais sans succès de les repousser alors qu’ils mouillaient près d’iles du sud-ouest de la mer Caspienne. Après quoi, les Rus’ se livrèrent sans vergogne au pillage sur une distance de trois jours de marche au-delà de la mer dans les régions d’Arran, de Beylagan et de Chirvan. Partout, ils s’emparèrent d’autant de butin qu’ils le purent, prenant au passage femmes et enfants en captivité pour les revendre comme esclaves. Les rumeurs de leur rapacité les précéda alors qu’ils retournaient à la maison si bien qu’ils furent attaqués dans le delta de la Volga par des musulmans khazars aussi bien que par divers chrétiens avec, semble-t-il, l’approbation du souverain khazar. Selon al-Masudi, ceux qui en réchappèrent furent tués par les Burtas et les Bulgares de la Volga.

## L’expédition de 943
La deuxième grande expédition, rapportée dans la Chronique des temps passés eut lieu en 943 alors que Igor était le souverain de la Rus’. Au cours de cette expédition, les Rus’ remontèrent le fleuve Koura et s’aventurèrent au cœur du Caucase où ils défirent les forces de Marzuban bin Muhammad et capturèrent Bardha’a, la capitale de l’Aran. Les Rus’ permirent à la population locale de conserver leur religion pourvu qu’elle reconnaisse leur autorité ; il est possible que les Rus’ aient songé à s’y établir en permanence,. Selon ibn Miskawaih, la population brisa la paix en lançant des pierres et en criant des injures aux Rus’ qui exigèrent alors que celle-ci quittât la ville. Cet ultimatum fut rejeté et les Rus’ commencèrent à tuer des gens et à en détenir d’autres pour obtenir une rançon. Le massacre fut brièvement interrompu pour des négociations qui s’avérèrent vaines. Les Rus’ demeurèrent à Bardha’a plusieurs mois, utilisant l’endroit comme base pour piller les régions avoisinantes et amasser du butin.
La ville ne fut sauvée que par une épidémie de dysenterie qui se déclara parmi les Rus’. Ibn Miskawaih écrit que « les Rus’ se goinfrèrent de fruits dont il existait de nombreuses variétés à cet endroit. Ceci dégénéra en épidémie... et leur nombre commença alors à diminuer ». Encouragés, les Musulmans s’approchèrent de la ville. Le chef des Rus’, monté sur un âne, tenta une sortie pendant laquelle il perdit 700 guerriers, mais évita toutefois d’être encerclé et put regagner la forteresse qui fut dès lors assiégée par les musulmans. Exténués par le siège et la maladie, les Rus’ quittèrent de nuit la forteresse où ils avaient établi leurs quartiers, transportant sur leur dos tout ce qu’ils pouvaient en termes de trésors, de joyaux et de vêtements, de jeunes garçons et filles, et s’enfuirent vers le fleuve Koura où les attendaient leurs bateaux et équipages de même que 300 Russes qu’ils s’étaient attachés en leur donnant une portion du butin. Les musulmans ouvrirent alors les tombes des Rus’ décédés pour s’emparer des armes qui avaient été enterrées avec eux.
Selon George Vernadsky, ce chef qui s’enfuit à dos d’âne ne serait autre qu’Oleg de Novgorod qui prit Bardha’a d’assaut. Il identifie Oleg avec Helgu, un personnage mentionné dans la Lettre de Schechter. Selon ce document, Helgu se serait rendu en Perse en bateau et y serait mort après une attaque manquée sur Constantinople en 941,,. Lev Gumilev pour sa part, sur la base du nom du chef des Rus’ tel que rapporté par les sources arabes, croit plutôt que ce chef serait Sveneld, un chef varègue dont la fortune était déjà mentionnée dans la Chronique des temps passés sous l’année 945.

## Anéantissement de la Khazarie

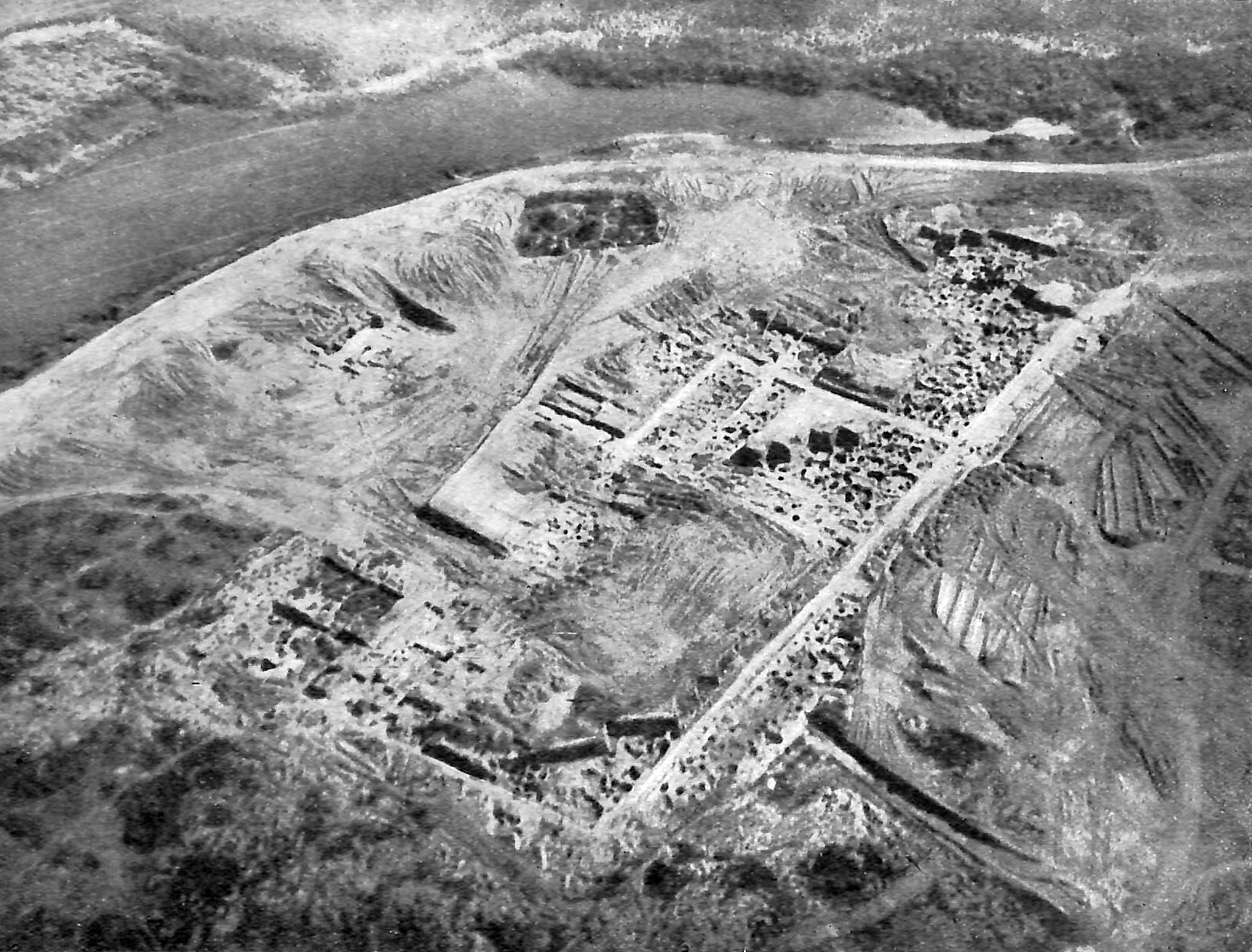
Site de la forteresse khazar de Sarkel, détruite par Sviatoslav vers 965. Photo aérienne des excavations conduites par Mikhail Artamonov dans les années 1930.

Devant l’imprécision des sources, il est difficile d’expliquer les débuts du conflit entre Rus’ et Khazars. Il était dans l’intérêt des Rus’ de mettre fin à la tutelle khazare sur la région de la route commerciale de la Volga, les Khazars prélevant des taxes sur les biens qui y étaient transportés. Byzance aurait également pu y jouer un rôle puisque les deux pays étaient alliés jusqu’à ce que Romain Lécapène se mette à persécuter les Juifs dans son empire. D’après la Lettre de Schechter le souverain khazar Joseph répondit à la persécution des Juifs à Byzance en « se débarrassant de nombreux chrétiens » et Romain incita Oleg de Novgorod à attaquer la Khazarie en guise de représailles.
Le conflit peut aussi avoir été provoqué par la décision khazare de fermer la navigation sur la Volga en réponse à l’expédition de 943. Dans la Correspondance khazare écrite vers 950-960, le souverain khazar, Joseph, souligne qu’il lui incombe de protéger les communautés musulmanes de la mer Caspienne contre les attaques des Rus’ : « Je me dois de leur (Rus’) faire la guerre, car si on leur en donnait la possibilité ils ravageraient le pays des musulmans en entier jusqu’à Bagdad ». Des escarmouches antérieures entre divers éléments de l’armée khazare et des maraudeurs Rus’ vers 912 pourraient avoir contribué à l’entente entre Khazars et musulmans ainsi qu’expliquer l’hostilité des Rus’ envers les Khazars.
En 965, Sviatoslav Ier de Kiev partit en guerre contre la Khazarie. Il avait à son service des mercenaires oghouz et petchenègues, peut-être pour contrer la supériorité khazare en termes de cavalerie,. Il détruisit la cité de Sarkel probablement la même année de même que la cité de Kertch en Crimée qu’il n’occupa cependant pas. Enfin, en 968 ou 969, il détruisit la capitale khazare d’Atil,. Quelqu’un qui visita Atil par la suite écrivit : « Après l’attaque russe, ni grappes de raisin, ni feuilles ne demeurèrent sur les branches ». Ibn Hawqal est le seul auteur à rapporter le sac de Semender, après quoi les Rus’ partirent pour « Rûm et al-Andaluz ». Ibn Hawkal écrit également que les Rus’ « sont ceux qui, anciennement, se rendirent en Andalousie et ensuite à Barda ». L’attaque précédente sur l’Espagne maure par « une nation de Majus (le nom musulman pour les Zoroastriens et, occasionnellement pour d’autres païens) est mentionnée par al-Masudi.
La campagne menée par Sviatoslav mit abruptement fin à la prospérité et à l’indépendance du royaume khazar. Elle permit également à la Rus’ kiévienne d’exercer son contrôle sur les routes commerciales nord-sud se dirigeant vers la mer Noire à travers la steppe, jusque-là dominées par les Khazars. En outre, ces campagnes favorisèrent l’installation de nombreux Slaves dans la région de culture Saltovo-Mayaki, modifiant ainsi profondément la démographie et la culture de cette zone de transition géographique entre forêt et steppe.

## Expéditions ultérieures

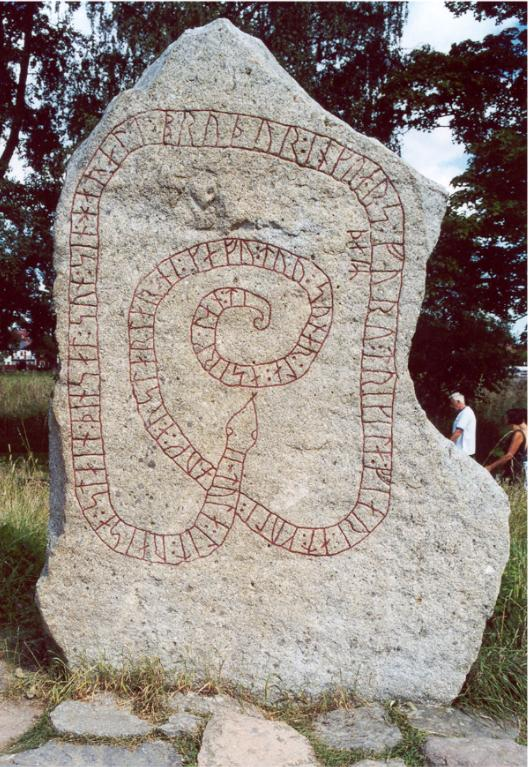
La pierre runique de Gripsholm commémore les Vikings qui moururent au cours de l’expédition d’Ingvar-le-grand-voyageur.

En 987, Maymun, émir de Derbent, demanda l’aide des Rus’ contre des chefs locaux. Les Rus’, dont bon nombre semble avoir été des soldats professionnels, arrivèrent à bord de dix-huit navires. Incertains de la réception qui les attendait, ils envoyèrent un premier navire reconnaitre les lieux. Et lorsque l’équipe fut massacrée par la population locale, les Rus’ mirent la ville de Maskat à feu et à sang. Deux ans plus tard, le même Maymun aurait refusé de céder aux injonctions d’un prédicateur local à l’effet de lui remettre ses mercenaires Rus’ pour que ceux-ci se convertissent à l’islam ou soient tués. Dans la lutte qui s’ensuivit, Maymun fut forcé de quitter la ville et de remettre les mercenaires Rus’, mais il revint en 992.
En 1030, les Rus’ pillèrent la région de Chirvan ; le souverain de Gandja leur versa ensuite une somme considérable pour qu’ils l’aident à réprimer une révolte au Beylagan. Après quoi, les Rus’ retournèrent chez eux. Selon une source, ils revinrent en novembre 1031, mais furent défaits près de Bakou et durent se retirer. L’année suivante, les Rus’ conduisirent une autre expédition contre Chirvan, aidés cette fois-ci d’Alains et de Sarirs. Les musulmans locaux vainquirent les Rus’ en 1033. Il n’est pas certain à quels groupes de Rus’ appartenaient ces maraudeurs. Le professeur Omeljan Pritsak croit qu’ils opéraient à partir d’une base proche de l’estuaire du Terek et que leur quartier général était situé au Tmutarakan. Il avance également que les Rus’ qui opéraient à partir du bassin de la mer Caspienne apportèrent peu après leur appui aux Oghouz dans une lutte de pouvoir au Khwarezm.
La saga Yngvars saga vίðförla raconte ce qui fut sans doute la dernière expédition des Vikings en mer Caspienne en 1041, laquelle se rattachait peut-être à la bataille entre Géorgiens et Byzantins de Sasireti à laquelle une force varègue participa à peu près au même moment. Il est difficile toutefois de faire la part de la légende et de la vérité historique dans cette saga. Cette expédition fut lancée à partir de la Suède par Ingvar-le-grand-voyageur qui descendit la Volga jusqu’au pays des Sarrasins (en norrois : Serkland). On ne compte pas moins de vingt-six pierres runiques dont vingt-trois se trouvent au Lac Mälaren, dans la région d’Uppland en Suède, qui font référence à des guerriers suédois qui accompagnèrent Ingvar dans cette expédition au pays des Sarrasins dont le but était probablement de rouvrir de vieilles routes commerciales après que Bulgares et Khazars aient cessé d’être des obstacles. Une pierre consacrée au frère d’Ingvar indique qu’il alla vers l’Orient à la recherche d’or mais qu’il mourut au pays des Sarrasins. Par la suite, les Vikings ne firent plus d’expéditions pour rouvrir les routes entre la Baltique et la mer Caspienne.
Le poète perse Khaqani Shirvani se réfère dans ses odes à l’invasion du Chirvan de 1173 ou 1174. Il mentionne les noms des Rus’ et des Khazars, des Rus’ et des Alains, des Rus’ et des Sarirs parmi les envahisseurs. Selon Peter Golden il s’agirait de pirates de la Volga qui arrivèrent sur 73 navires. Selon Yevgeni Pakhomov et Vladimir Minorsky, l’invasion aurait été planifiée par le souverain de Darbent, Bek-Bars b. Muzaffar. Minorsky affirme que « l’initiative de Bek-Bars était indépendante de Kiev et il utilisait des bandes d’irréguliers (бродники) qui agissaient à leur guise dans le sud et qui furent les prédécesseurs des Cosaques. Le Chirvanshah Ahsitan Ier se tourna alors vers le souverain de Géorgie, Georges III, et une armée commune qui comptait dans ses rangs le futur empereur Andronic Comnène, réussit à mettre les envahisseurs en déroute et à reprendre la forteresse de Shabaranh. Des sources géorgiennes mentionnent les Khazars en relation avec cet évènement, mais ne mentionnent pas les Rus’.